# Мисинформација
Мисинформације су нетачне или обмањујуће информације. Мисинформација и дезинформација нису заменљиви појмови: дезинформације могу постојати са или без специфичне злонамерне намере, док се мисинформације разликују по томе што су информације намерно обмањујуће и пропагиране. Мисинформације могу укључивати нетачне, непотпуне, обмањујуће или лажне информације, као и селективне или полуистине. У јануару 2024. године, Светски економски форум је идентификовао дезинформације и мисинформације, којима се пропагирају унутрашњи и спољни интереси, за „проширивање друштвених и политичких подела“ као најтеже глобалне ризике у наредне две године.
Многа истраживања о томе како исправити мисинформације фокусирана су на проверу чињеница. Међутим, ово може бити изазовно јер се модел информационог дефицита не може нужно добро применити на веровање у мисинформације. Разни истраживачи су такође истраживали шта људе чини подложним мисинформацијама. Људи су можда склонији да верују мисинформацијама јер су емоционално повезани са оним што слушају или читају. Друштвени медији су учинили информације доступним друштву у било ком тренутку и повезују огромне групе људи заједно са њиховим информацијама у једном тренутку. Напредак у технологији утицао је на начин на који људи размењују информације и начин на који се дезинформације шире. Дезинформације могу утицати на веровања људи о заједницама, политици, медицини и још много тога.
Термин је постао шире препознатљив од средине 1990-их до раних 2020-их, када су почели да се истражују његови ефекти на јавни идеолошки утицај. Међутим, кампање мисинформација постоје стотинама година.

## Терминологија
Мисинформације се често користе као кровни термин који означава многе врсте лажних информација; тачније може се односити на лажне информације које се не деле ради намерно обмане или наношења штете. Они који не знају да је нека информација неистинита, на пример, могли би да је шире на друштвеним мрежама у покушају да помогну.
Дезинформације ствара или шири особа или организација која активно покушава да превари своју публику. Поред директног наношења штете, мисинформације могу да изазову и индиректну штету поткопавањем поверења и ометањем способности да ефикасно комуницирају информације једна са другом. Могу се састојати од информација које су делимично или потпуно измишљене, намерно извучене из контекста, преувеличане или су у изостављени кључни детаљи. Могу се појавити у било ком медију, укључујући текст, аудио и слике. Разлика између погрешних и дезинформација може бити нејасна јер намера некога ко дели лажне информације може бити тешко уочљива.
Малинформације су тачне информације које се шире са злонамерном намером. Ово укључује осетљив материјал који се шири како би се некоме повредило или повредило његову репутацију. Примери укључују доксовање, осветничку порнографију и уређивање видео записа ради уклањања важног контекста или садржаја.
Мисинформације су информације за које се првобитно мислило да су истините, али је касније откривено да нису истините, и често се примењују на ситуације у којима се појављују недостаци проверљивих информација или промене научног разумевања. На пример, научни савети о положајима за спавање беба су се временом развили и ове промене би могле да буду извор конфузије за нове родитеље. Дезинформације се такође често могу приметити како се вести одвијају, а упитне или непроверене информације попуњавају празнине у информацијама. Чак и ако се касније повуку, лажне информације могу наставити да утичу на радње и памћење.
Гласине су непроверене информације које се не приписују ниједном одређеном извору и могу бити истините или лажне.
Дефиниције ових термина могу варирати у различитим културним контекстима.

## Историја
Рани примери укључују увреде и клевете које су се шириле међу политичким ривалима у царској и ренесансној Италији у облику паскинада. Ово су анонимни и духовити стихови названи по Пиази Паскуино и статуама које говоре у Риму. У предреволуционарној Француској, „канарди“, или штампани позади, понекад су укључивали гравуру како би убедили читаоце да их схвате озбиљно.
Током лета 1587, континентална Европа је са нестрпљењем чекала вести док је шпанска Армада отпловила у борбу против Енглеза. Шпански управник поште и шпански агенти у Риму промовисали су извештаје о шпанској победи у нади да ће убедити папу Сикста V да ослободи обећаних милион дуката по искрцавању трупа. У Француској су шпански и енглески амбасадори промовисали контрадикторне наративе у штампи, а шпанска победа је погрешно прослављена у Паризу, Прагу и Венецији. Тек крајем августа поуздани извештаји о шпанском поразу стигли су у главне градове иу њих се широко веровало; остаци флоте су се у јесен вратили кући.
Прва забележена кампања дезинформисања великих размера била је Греат Мун Хоак, објављена 1835. године у њујоршком Тхе Суну, у којој се у низу чланака тврдило да описују живот на Месецу, „заједно са илустрацијама хуманоидних створења слепих мишева и брадатих плавих једнорога“. Изазови масовне производње вести у кратком року могу довести до чињеничних грешака. Пример за то је злогласни наслов Чикаго трибјуна из 1948. „Дјуи победио Трумана“.
Платформе друштвених медија омогућавају лако ширење дезинформација. Истраживања након избора из 2016. сугеришу да многи појединци који уносе лажне информације на друштвеним мрежама верују да су чињеничне. Конкретни разлози због којих се дезинформације тако лако шире друштвеним медијима остају непознати. Студија Твитера из 2018. године утврдила је да се, у поређењу са тачним информацијама, лажне информације шире знатно брже, даље, дубље и шире. Слично, истраживање Фејсбука показало је да је већа вероватноћа да ће се кликнути на дезинформације него на чињеничне информације.
Штавише, појава интернета је променила традиционалне начине ширења дезинформација. Током председничких избора у Сједињеним Државама 2016. године, садржај са веб локација које се сматра „непоузданим“ достигао је до 40% читаности код Американаца, упркос томе што дезинформације чине само 6% укупних новинских медија. Дезинформације су се шириле током многих здравствених криза. На пример, дезинформације о алтернативним третманима су се шириле током избијања еболе 2014–2016. Током пандемије ЦОВИД-19, пролиферација погрешних и дезинформација је погоршана општим недостатком здравствене писмености.

## Узроци
Фактори који доприносе веровању у дезинформације су предмет сталног проучавања. Према Шеуфелеу и Краусеу, веровање у дезинформације има корене на индивидуалном, групном и друштвеном нивоу. На индивидуалном нивоу, појединци имају различите нивое вештине у препознавању погрешних или дезинформација и могу бити предиспонирани на одређена веровања у дезинформације због других личних уверења, мотивација или емоција. Међутим, докази за хипотезе да верници у дезинформације користе више когнитивне хеуристике и мање напорне обраде информација дали су мешовите резултате. 
На нивоу групе, пристрасност унутар групе и склоност ка дружењу са истомишљеницима или сличним људима могу произвести ехо коморе и силосе информација који могу да створе и ојачају веровања у дезинформацију. 
На друштвеном нивоу, јавне личности попут политичара и познатих личности могу непропорционално утицати на јавно мњење, као и масовни медији. Поред тога, друштвени трендови попут политичке поларизације, економске неједнакости, пада поверења у науку и промене перцепције ауторитета доприносе утицају дезинформација.
Историјски гледано, људи су се ослањали на новинаре и друге информационе професионалце да пренесу чињенице. Како се повећавао број и разноврсност извора информација, широј јавности је постало све теже да процени њихов кредибилитет. Овај раст избора потрошача када су у питању медији вести омогућава потрошачу да одабере извор вести који може бити у складу са њиховим пристрасностима, што последично повећава вероватноћу да буду погрешно информисани. 47% Американаца је пријавило друштвене медије као свој главни извор вести у 2017. за разлику од традиционалних извора вести. Анкете показују да Американци верују масовним медијима по рекордно ниским стопама, и да млади одрасли у САД имају сличан ниво поверења у информације са друштвених медија и из националних новинских организација. Темпо циклуса вести од 24 сата не дозвољава увек адекватну проверу чињеница, што потенцијално доводи до ширења дезинформација. Даље, разлика између мишљења и извештавања може бити нејасна гледаоцима или читаоцима.
Извори дезинформација могу изгледати веома убедљиви и слични легитимним изворима од поверења. На пример, откривено је да дезинформације цитиране хиперлинковима повећавају поверење читалаца. Поверење је још веће када су ове хипервезе ка научним часописима, а још веће када читаоци не кликну на изворе да би сами истражили. Истраживање је такође показало да присуство релевантних слика поред нетачних изјава повећава њихову уверљивост и могућност дељења, чак и ако слике заправо не пружају доказе за изјаве. На пример, лажна изјава о орашастим плодовима макадамије праћена сликом чиније орашастих плодова макадамије обично се оцењује као веродостојнија од исте изјаве без слике.